# Fontenay-sur-Conie
Fontenay-sur-Conie é uma comuna francesa na região administrativa do Centro, no departamento de Eure-et-Loir. Estende-se por uma área de 13,25 km². Em 2010 a comuna tinha 128 habitantes (densidade: 9,7 hab./km²).